# Sebastián Mendívil
Sebastián Mendívil   (Barakaldo, 20 de gener de 1915 - 4 de juny de 2014) va ser un combatent republicà, membre de l'Eusko Gudarostea del lehendakari Aguirre.
Nascut al barri de San Vicente de Barakaldo a una família socialista i obrera, l'any 1931 va començar a treballar a la cooperativa dels Altos Hornos de Vizcaya. En el moviment anarquista va aprendre la llengua auxiliar internacional esperanto. Quan va esclatar la Guerra Civil va ser milicià primer i tinent a l'exèrcit republicà després. És conegut per haver estat la cara visible del Batalló Bakunin de la CNT. Després del Pacte de Santoña va intentar escapar en vaixell per anar a França a continuar la lluita, però va ser capturat, jutjat i condemnat l'octubre de 1938. Va aconseguir fugir dels escolapis de Bilbao i va arribar a França, essent internat al camp de concentració de Gurs. Durant la Segona Guerra Mundial va participar en les Companyies de Treballadors Estrangers comandades pels ocupants nazis, treballant a la construcció de fortificacions a Normandia. Allà va col·laborar activament amb la resistència fins que el desembre de 1943 va escapar. Des de llavors va restar en clandestinitat fins a l'alliberament de França. El 1949 va tornar a Euskadi i es va casar amb Cecilia (també coneguda com a Teodora o Teo) Urkiaga. Va ser molt actiu a la Unió d'Excombatents de la Guerra Civil, treballant pel reconeixement dels militars republicans, així com a l'associació d'ex-presoners del camp de Gurs. Va treballar com a comptable i va esdevenir socialista.

## Obres
Sebastià Mendívil ha escrit dos llibres de memòries:
- Miliciano, militar y fugitivo: Memorias de un baracaldés (1992)
- Euskal Herria, la nación de los vascos: Reflexiones de un baracaldés (1996)